# Изола дел'Аба (Падова)
Изола дел'Аба је насеље у Италији у округу Падова, региону Венето.
Према процени из 2011. у насељу је живело 60 становника. Насеље се налази на надморској висини од 4 м.